# برایان کول آنجلو
برایان کول آنجلو (انگلیسی: Bryan Colangelo؛ زادهٔ ۱ ژوئن ۱۹۶۵) بازیکن بسکتبال اهل ایالات متحده آمریکا است.